# Categoría Primera A 2016
La Categoría Primera A 2016, nota per ragioni di sponsorizzazione come Liga Águila 2016, è stata la sessantunesima edizione del torneo di massima divisione del campionato colombiano di calcio. È strutturato in due fasi distinte, Apertura (Categoría Primera A I) e Finalización (Categoría Primera A II).
Vi partecipano 20 squadre, diciotto delle quali già presenti nella stagione precedente e due delle quali, Atlético Bucaramanga e Fortaleza, promosse dalla Categoría Primera B 2015 rispettivamente dopo 7 anni e un anno.
Il Torneo di Apertura 2016 viene vinto dall'Independiente Medellín, che nella doppia finale batte lo Junior dopo i tiri di rigore.

## Squadre partecipanti
| Squadra                | Città           | Stadio                  |
| ---------------------- | --------------- | ----------------------- |
| Alianza Petrolera      | Barrancabermeja | Daniel Villa Zapata     |
| Atlético Bucaramanga   | Bucaramanga     | Alfonso Lópeza          |
| Atlético Huila         | Neiva           | Guillermo Plazas Alcid  |
| Atlético Junior        | Barranquilla    | Metropolitano           |
| Atlético Nacional      | Medellín        | Atanasio Girardot       |
| Boyacá Chicó           | Tunja           | La Independencia        |
| Cortuluá               | Tuluá           | Doce de Octubre         |
| Deportes Tolima        | Ibagué          | Manuel Murillo Toro     |
| Deportivo Cali         | Cali            | Deportivo Calib         |
| Deportivo Pasto        | Pasto           | Departamental Libertad  |
| Envigado               | Envigado        | Polideportivo Sur       |
| Fortaleza C.E.I.F.     | Bogotà          | Metropolitano de Techoc |
| Independiente Medellín | Medellín        | Atanasio Girardot       |
| Jaguares               | Montería        | Jaraguay                |
| La Equidad             | Bogotà          | Metropolitano de Techod |
| Millonarios            | Bogotà          | Nemesio Camacho         |
| Once Caldas            | Manizales       | Palogrande              |
| Patriotas Boyacá       | Tunja           | La Independencia        |
| Rionegro Águilase      | Rionegro        | Alberto Grisales        |
| Santa Fe               | Bogotà          | Nemesio Camacho         |

a: Gioca temporaneamente le partite in casa nello Stadio Álvaro Gómez Hurtado di Floridablanca a causa dei lavori di ammodernamento dello Stadio Alfonso López.

b: Nel Torneo di Apertura (giornata 8) ha disputato la partita casalinga contro l'Once Caldas nello Stadio Pascual Guerrero di Cali.

c: Nel Torneo di Finalización (giornata 5) ha disputato la partita casalinga contro l'Atlético Nacional nello Stadio El Campín.

d: Nel Torneo di Apertura (giornata 18) ha disputato la partita casalinga contro i Millonarios nello Stadio El Campín.

e: Noto in precedenza come Águilas Doradas.

## Torneo Apertura

### Classifica
| Pos. | Squadra                | Pt | G  | V  | N  | P  | GF | GS | DR  |
| ---- | ---------------------- | -- | -- | -- | -- | -- | -- | -- | --- |
| 1.   | Independiente Medellín | 40 | 20 | 11 | 7  | 2  | 33 | 17 | +16 |
| 2.   | Atlético Nacional      | 39 | 20 | 12 | 3  | 5  | 42 | 20 | +22 |
| 3.   | Millonarios            | 37 | 20 | 11 | 4  | 5  | 30 | 17 | +16 |
| 4.   | Santa Fe               | 37 | 20 | 11 | 4  | 5  | 28 | 18 | +10 |
| 5.   | Atlético Junior        | 37 | 20 | 10 | 7  | 3  | 28 | 20 | +8  |
| 6.   | Rionegro Águilas       | 34 | 20 | 10 | 4  | 6  | 30 | 23 | +7  |
| 7.   | Deportivo Cali         | 32 | 20 | 9  | 5  | 6  | 35 | 28 | +7  |
| 8.   | Cortuluá               | 31 | 20 | 8  | 7  | 5  | 29 | 23 | +6  |
| 9.   | Patriotas Boyacá       | 29 | 20 | 8  | 5  | 7  | 22 | 23 | -1  |
| 10.  | Once Caldas            | 26 | 20 | 7  | 5  | 8  | 26 | 22 | +4  |
| 11.  | Deportivo Pasto        | 24 | 20 | 5  | 9  | 6  | 19 | 23 | -4  |
| 12.  | Deportes Tolima        | 24 | 20 | 7  | 3  | 10 | 25 | 32 | -7  |
| 13.  | Atlético Bucaramanga   | 23 | 20 | 3  | 14 | 3  | 21 | 27 | -6  |
| 14.  | Jaguares               | 23 | 20 | 6  | 5  | 9  | 16 | 29 | -13 |
| 15.  | Envigado               | 19 | 20 | 4  | 7  | 9  | 21 | 22 | -1  |
| 16.  | Atlético Huila         | 19 | 20 | 5  | 4  | 11 | 18 | 26 | -8  |
| 17.  | La Equidad             | 19 | 20 | 4  | 7  | 9  | 20 | 30 | -10 |
| 18.  | Boyacá Chicó           | 17 | 20 | 3  | 8  | 9  | 17 | 28 | -11 |
| 19.  | Alianza Petrolera      | 17 | 20 | 4  | 5  | 11 | 24 | 38 | -14 |
| 20.  | Fortaleza C.E.I.F.     | 15 | 20 | 4  | 3  | 13 | 16 | 34 | -18 |

Note:
Tre punti a vittoria, uno a pareggio, zero a sconfitta.
Le prime otto squadre si qualificano alla fase finale.

### Risultati
Gli orari fanno riferimento al fuso orario della Colombia (GMT-5).
| 1ª giornata          | 1ª giornata | 1ª giornata            | 1ª giornata | 1ª giornata  |                        | 2ª giornata | 2ª giornata          | 2ª giornata | 2ª giornata   | 2ª giornata |
| Locali               | R           | Ospiti                 | Ora         | Data         | Locali                 | R           | Ospiti               | Ora         | Data          |             |
| -------------------- | ----------- | ---------------------- | ----------- | ------------ | ---------------------- | ----------- | -------------------- | ----------- | ------------- | ----------- |
| Fortaleza            | 1 - 2       | Jaguares               | 19:45       | 29 gen. 2016 | La Equidad             | 0 - 0       | Cortulua             | 19:45       | 5 feb. 2016   |             |
| Once Caldas          | 0 - 0       | Deportivo Pasto        | 14:00       | 30 gen. 2016 | Atletico Huila         | 1 - 0       | Envigado             | 15:15       | 6 feb. 2016   |             |
| Deportivo Tolima     | 0 - 3       | Rionegro Aguilas       | 16:00       | 30 gen. 2016 | Independiente Medellin | 0 - 1       | Junior               | 17:00       | 6 feb. 2016   |             |
| Cortulua             | 4 - 1       | Deportivo Cali         | 17:00       | 30 gen. 2016 | Patriotas              | 3 - 3       | Atletico Bucaramanga | 17:30       | 6 feb. 2016   |             |
| Boyaca Chico         | 0 - 1       | Santa Fe               | 18:00       | 30 gen. 2016 | Alianza Petrolera      | 1 - 3       | Once Caldas          | 19:45       | 6 feb. 2016   |             |
| Junior               | 1 - 0       | Atletico Huila         | 20:00       | 30 gen. 2016 | Jaguares               | 0 - 3       | Atletico Nacional    | 15:15       | 7 feb. 2016   |             |
| Atletico Bucaramanga | 2 - 2       | Independiente Medellin | 15:15       | 31 gen. 2016 | Deportivo Cali         | 5 - 1       | Deportes Tolima      | 17:00       | 7 feb. 2016   |             |
| Atletico Nacional    | 3 - 1       | Alianza Petrolera      | 17:00       | 31 gen. 2016 | Deportivo Paso         | 2 - 0       | Boyaca Chico         | 17:30       | 7 feb. 2016   |             |
| Envigado             | 0 - 0       | La Equidad             | 17:30       | 31 gen. 2016 | Santa Fe               | 0 - 0       | Millonarios          | 19:30       | 7 feb. 2016   |             |
| Millonarios          | 3 - 0       | Patriotas              | 19:30       | 31 gen. 2016 | Rionegro Aguilas       | 3 - 2       | Fortaleza            | 17:00       | 23 marzo 2016 |             |

| 3ª giornata          | 3ª giornata | 3ª giornata            | 3ª giornata | 3ª giornata  |                        | 4ª giornata | 4ª giornata          | 4ª giornata | 4ª giornata  | 4ª giornata |
| Locali               | R           | Ospiti                 | Ora         | Data         | Locali                 | R           | Ospiti               | Ora         | Data         |             |
| -------------------- | ----------- | ---------------------- | ----------- | ------------ | ---------------------- | ----------- | -------------------- | ----------- | ------------ | ----------- |
| Fortaleza            | 2 - 1       | Deportes Tolima        | 14:00       | 13 feb. 2016 | Deportes Tolima        | 2 - 0       | Atletico Nacional    | 19:45       | 16 feb. 2016 |             |
| Cortulua             | 0 - 3       | Atletico Huila         | 16:00       | 13 feb. 2016 | Atletico Huila         | 3 - 1       | La Equidad           | 15:15       | 17 feb. 2016 |             |
| Millonarios          | 1 - 1       | Deportivo Pasto        | 17:00       | 13 feb. 2016 | Jaguares               | 1 - 1       | Boyaca Chico         | 15:30       | 17 feb. 2016 |             |
| Once Caldas          | 4 - 0       | Jaguares               | 18:00       | 13 feb. 2016 | Deportivo Pasto        | 0 - 0       | Atletico Bucaramanga | 18:00       | 17 feb. 2016 |             |
| Atletico Nacional    | 1 - 0       | Rionegro Aguilas       | 20:00       | 13 feb. 2016 | Independiente Medellin | 2 - 0       | Cortulua             | 20:00       | 17 feb. 2016 |             |
| La Equidad           | 1 - 1       | Deportivo Cali         | 14:00       | 14 feb. 2016 | Deportivo Cali         | 1 - 0       | Fortaleza            | 20:00       | 17 feb. 2016 |             |
| Boyaca Chico         | 1 - 1       | Alianza Petrolera      | 16:00       | 14 feb. 2016 | Patriotas              | 2 - 1       | Envigado             | 16:00       | 18 feb. 2016 |             |
| Envigado             | 0 - 1       | Independiente Medellin | 17:00       | 14 feb. 2016 | Alianza Petrolera      | 0 - 2       | Millonarios          | 20:00       | 18 feb. 2016 |             |
| Junior               | 1 - 0       | Patriotas              | 18:00       | 14 feb. 2016 | Santa Fe               | 3 - 2       | Junior               | 19:00       | 23 mar. 2016 |             |
| Atletico Bucaramanga | 0 - 0       | Santa Fe               | 20:00       | 14 feb. 2016 | Rionegro Aguilas       | 1 - 1       | Once Caldas          | 17:00       | 27 mar. 2016 |             |

| 5ª giornata          | 5ª giornata | 5ª giornata            | 5ª giornata | 5ª giornata  |                   | 6ª giornata | 6ª giornata            | 6ª giornata | 6ª giornata  | 6ª giornata |
| Locali               | R           | Ospiti                 | Ora         | Data         | Locali            | R           | Ospiti                 | Ora         | Data         |             |
| -------------------- | ----------- | ---------------------- | ----------- | ------------ | ----------------- | ----------- | ---------------------- | ----------- | ------------ | ----------- |
| La Equidad           | 2 - 2       | Independiente Medellin | 15:15       | 20 feb. 2016 | Fortaleza         | 1 - 1       | Once Caldas            | 19:45       | 23 feb. 2016 |             |
| Deportivo Cali       | 5 - 1       | Atletico Huila         | 17:00       | 20 feb. 2016 | Atletico Huila    | 0 - 3       | Independiente Medellin | 15:30       | 24 feb. 2016 |             |
| Once Caldas          | 3 - 2       | Deportes Tolima        | 17:30       | 20 feb. 2016 | Jaguares          | 1 - 1       | Atletico Bucaramanga   | 15:30       | 24 feb. 2016 |             |
| Junior               | 2 - 2       | Deportivo Pasto        | 19:45       | 20 feb. 2016 | Patriotas         | 0 - 0       | La Equidad             | 18:00       | 24 feb. 2016 |             |
| Cortulua             | 2 - 1       | Patriotas              | 16:00       | 21 feb. 2016 | Rionegro Aguilas  | 2 - 1       | Millonarios            | 18:00       | 24 feb. 2016 |             |
| Boyaca Chico         | 0 - 2       | Rionegro Aguilas       | 17:00       | 21 feb. 2016 | Santa Fe          | 1 - 1       | Cortulua               | 20:00       | 24 feb. 2016 |             |
| Millonarios          | 2 - 0       | Jaguares               | 17:00       | 21 feb. 2016 | Deportes Tolima   | 2 - 1       | Boyaca Chico           | 20:00       | 24 feb. 2016 |             |
| Atletico Bucaramanga | 1 - 1       | Alianza Petrolera      | 18:00       | 21 feb. 2016 | Deportivo Pasto   | 2 - 2       | Envigado               | 18:00       | 25 feb. 2016 |             |
| Envigado             | 2 - 1       | Santa Fe               | 20:00       | 21 feb. 2016 | Alianza Petrolera | 1 - 2       | Junior                 | 20:00       | 25 feb. 2016 |             |
| Atletico Nacional    | 4 - 1       | Fortaleza              | 19:45       | 6 apr. 2016  | Atletico Nacional | 2 - 1       | Deportivo Cali         | 17:00       | 27 mar. 2016 |             |

| 7ª giornata            | 7ª giornata | 7ª giornata       | 7ª giornata | 7ª giornata  |                   | 8ª giornata | 8ª giornata            | 8ª giornata | 8ª giornata  | 8ª giornata |
| Locali                 | R           | Ospiti            | Ora         | Data         | Locali            | R           | Ospiti                 | Ora         | Data         |             |
| ---------------------- | ----------- | ----------------- | ----------- | ------------ | ----------------- | ----------- | ---------------------- | ----------- | ------------ | ----------- |
| Boyaca Rionegro        | 1 - 0       | Fortaleza         | 14:00       | 27 feb. 2016 | Jaguares          | 1 - 0       | Envigado               | 15:15       | 5 mar. 2016  |             |
| Atletico Bucaramanga   | 0 - 0       | Rionegro Aguilas  | 16:00       | 27 feb. 2016 | Atletico Nacional | 2 - 0       | Boyaca Chico           | 17:00       | 5 mar. 2016  |             |
| La Equidad             | 0 - 2       | Santa Fe          | 18:00       | 27 feb. 2016 | Deportivo Pasto   | 2 - 1       | La Equidad             | 17:30       | 5 mar. 2016  |             |
| Once Caldas            | 0 - 3       | Atletico Nacional | 20:00       | 27 feb. 2016 | Deportes Tolima   | 1 - 2       | Atletico Bucaramanga   | 19:45       | 5 mar. 2016  |             |
| Envigado               | 0 - 1       | Alianza Petrolera | 15:00       | 28 feb. 2016 | Rionegro Aguilas  | 2 - 1       | Junior                 | 14:00       | 6 mar. 2016  |             |
| Junior                 | 1 - 0       | Jaguares          | 15:00       | 28 feb. 2016 | Alianza Petrolera | 1 - 1       | Cortulua               | 16:00       | 6 mar. 2016  |             |
| Atletico Huila         | 0 - 0       | Patriotas         | 15:15       | 28 feb. 2016 | Fortaleza         | 2 - 0       | Millonarios            | 17:00       | 6 mar. 2016  |             |
| Millonarios            | 2 - 1       | Deportes Tolima   | 17:00       | 28 feb. 2016 | Patriotas         | 0 - 0       | Independiente Medellin | 18:00       | 6 mar. 2016  |             |
| Independiente Medellin | 1 - 1       | Deportivo Cali    | 17:00       | 28 feb. 2016 | Deportivo Cali    | 1 - 0       | Once Caldas            | 20:00       | 6 mar. 2016  |             |
| Cortulua               | 1 - 1       | Deportivo Pasto   | 19:00       | 28 feb. 2016 | Santa Fe          | 1 - 0       | Atletico Huila         | 19:00       | 27 mar. 2016 |             |

| 9ª giornata            | 9ª giornata | 9ª giornata       | 9ª giornata | 9ª giornata  |                        | 10ª giornata | 10ª giornata         | 10ª giornata | 10ª giornata | 10ª giornata |
| Locali                 | R           | Ospiti            | Ora         | Data         | Locali                 | R            | Ospiti               | Ora          | Data         |              |
| ---------------------- | ----------- | ----------------- | ----------- | ------------ | ---------------------- | ------------ | -------------------- | ------------ | ------------ | ------------ |
| La Equidad             | 3 - 1       | Alianza Petrolera | 14:00       | 12 mar. 2016 | Jaguares               | 0 - 2        | Junior               | 15:15        | 19 mar. 2016 |              |
| Envigado               | 2 - 3       | Rionegro Aguilas  | 16:00       | 12 mar. 2016 | Deportivo Pasto        | 1 - 0        | Once Caldas          | 17:00        | 19 mar. 2016 |              |
| Independiente Medellin | 2 - 1       | Santa Fe          | 17:00       | 12 mar. 2016 | Fortaleza              | 0 - 1        | La Equidad           | 17:30        | 19 mar. 2016 |              |
| Patriotas              | 2 - 1       | Deportivo Cali    | 18:00       | 12 mar. 2016 | Rionegro Aguilas       | 1 - 1        | Envigado             | 19:45        | 19 mar. 2016 |              |
| Once Caldas            | 0 - 0       | Boyaca Chico      | 20:00       | 12 mar. 2016 | Independiente Medellin | 1 - 1        | Atletico Nacional    | 15:15        | 20 mar. 2016 |              |
| Atletico Huila         | 4 - 0       | Deportivo Pasto   | 15:15       | 13 mar. 2016 | Millonarios            | 2 - 0        | Santa Fe             | 17:00        | 20 mar. 2016 |              |
| Atletico Bucaramanga   | 0 - 0       | Fortaleza         | 15:15       | 13 mar. 2016 | Deportivo Cali         | 3 - 2        | Cortulua             | 17:30        | 20 mar. 2016 |              |
| Cortulua               | 2 - 0       | Jaguares          | 17:30       | 13 mar. 2016 | Deportes Tolima        | 1 - 0        | Atletico Huila       | 19:00        | 20 mar. 2016 |              |
| Junior                 | 2 - 1       | Deportes Tolima   | 19:45       | 13 mar. 2016 | Boyaca Chico           | 1 - 0        | Patriotas            | 15:15        | 21 mar. 2016 |              |
| Millonarios            | 2 - 1       | Atletico Nacional | 19:45       | 31 mar. 2016 | Alianza Petrolera      | 3 - 6        | Atletico Bucaramanga | 17:30        | 21 mar. 2016 |              |

| 11ª giornata      | 11ª giornata | 11ª giornata           | 11ª giornata | 11ª giornata |                        | 12ª giornata | 12ª giornata      | 12ª giornata | 12ª giornata | 12ª giornata |
| Locali            | R            | Ospiti                 | Ora          | Data         | Locali                 | R            | Ospiti            | Ora          | Data         |              |
| ----------------- | ------------ | ---------------------- | ------------ | ------------ | ---------------------- | ------------ | ----------------- | ------------ | ------------ | ------------ |
| Deportes Tolima   | 2 - 1        | Envigado               | 10:00        | 2 apr. 2016  | Cortulua               | 3 - 1        | Deportes Tolima   | 10:00        | 9 apr. 2016  |              |
| Boyaca Chico      | 1 - 0        | Deportivo Cali         | 12:00        | 2 apr. 2016  | Patriotas              | 2 - 1        | Deportivo Pasto   | 12:05        | 9 apr. 2016  |              |
| Rionegro Aguilas  | 2 - 1        | Cortulua               | 14:00        | 2 apr. 2016  | Millonarios            | 3 - 1        | Boyaca Chico      | 14:00        | 9 apr. 2016  |              |
| Santa Fe          | 1 - 0        | Patriotas              | 16:00        | 2 apr. 2016  | Independiente Medellin | 4 - 2        | Alianza Petrolera | 14:00        | 9 apr. 2016  |              |
| Deportivo Pasto   | 1 - 0        | Independiente Medellin | 16:00        | 2 apr. 2016  | Junior                 | 3 - 3        | Atletico Nacional | 16:15        | 9 apr. 2016  |              |
| Jaguares          | 1 - 1        | La Equidad             | 10:00        | 3 apr. 2016  | Atletico Huila         | 0 - 1        | Jaguares          | 10:00        | 10 apr. 2016 |              |
| Fortaleza         | 1 - 2        | Junior                 | 12:00        | 3 apr. 2016  | La Equidad             | 2 - 3        | Rionegro Aguilas  | 12:05        | 10 apr. 2016 |              |
| Once Caldas       | 0 - 1        | Millonarios            | 14:00        | 3 apr. 2016  | Envigado               | 4 - 0        | Fortaleza         | 14:10        | 10 apr. 2016 |              |
| Alianza Petrolera | 0 - 0        | Atletico Huila         | 16:00        | 3 apr. 2016  | Deportivo Cali         | 3 - 4        | Deportivo Cali    | 16:00        | 10 apr. 2016 |              |
| Atletico Nacional | 7 - 0        | Atletico Bucaramanga   | 16:00        | 3 apr. 2016  | Atletico Bucaramanga   | 0 - 3        | Once Caldas       | 16:10        | 10 apr. 2016 |              |

| 13ª giornata      | 13ª giornata | 13ª giornata           | 13ª giornata | 13ª giornata |                        | 14ª giornata | 14ª giornata      | 14ª giornata | 14ª giornata | 14ª giornata |
| Locali            | R            | Ospiti                 | Ora          | Data         | Locali                 | R            | Ospiti            | Ora          | Data         |              |
| ----------------- | ------------ | ---------------------- | ------------ | ------------ | ---------------------- | ------------ | ----------------- | ------------ | ------------ | ------------ |
| Jaguares          | 2 - 2        | Independiente Medellin | 10:00        | 16 apr. 2016 | Envigado               | 0 - 1        | Once Caldas       | 19:45        | 22 apr. 2016 |              |
| Fortaleza         | 0 - 1        | Cortulua               | 12:00        | 16 apr. 2016 | Patriotas              | 2 - 0        | Jaguares          | 14:00        | 23 apr. 2016 |              |
| Boyaca Chico      | 1 - 1        | Atletico Bucaramanga   | 14:00        | 16 apr. 2016 | Junior                 | 1 - 1        | Boyaca Chico      | 16:00        | 23 apr. 2016 |              |
| Alianza Petrolera | 0 - 1        | Patriotas              | 16:00        | 16 apr. 2016 | Cortulua               | 2 - 0        | Atletico Nacional | 17:00        | 23 apr. 2016 |              |
| Atletico Nacional | 3 - 2        | Envigado               | 16:00        | 16 apr. 2016 | Atletico Bucaramanga   | 1 - 1        | Millonarios       | 20:00        | 23 apr. 2016 |              |
| Deportivo Cali    | 1 - 1        | Millonarios            | 10:00        | 17 apr. 2016 | Atletico Huila         | 0 - 2        | Deportes Tolima   | 15:15        | 24 apr. 2016 |              |
| Santa Fe          | 2 - 1        | Deportivo Pasto        | 12:00        | 17 apr. 2016 | Santa Fe               | 0 - 1        | Alianza Petrolera | 17:00        | 24 apr. 2016 |              |
| Deportes Tolima   | 1 - 0        | La Equidad             | 14:00        | 17 apr. 2016 | La Equidad             | 0 - 1        | Fortaleza         | 17:30        | 24 apr. 2016 |              |
| Rionegro Aguilas  | 3 - 1        | Atletico Huila         | 16:00        | 17 apr. 2016 | Independiente Medellin | 2 - 0        | Rionegro Aguilas  | 19:30        | 24 apr. 2016 |              |
| Once Caldas       | 0 - 0        | Junior                 | 16:00        | 17 apr. 2016 | Deportivo Pasto        | 0 - 1        | Deportivo Cali    | 19:30        | 24 apr. 2016 |              |

| 15ª giornata         | 15ª giornata | 15ª giornata           | 15ª giornata | 15ª giornata |                        | 16ª giornata | 16ª giornata         | 16ª giornata | 16ª giornata | 16ª giornata |
| Locali               | R            | Ospiti                 | Ora          | Data         | Locali                 | R            | Ospiti               | Ora          | Data         |              |
| -------------------- | ------------ | ---------------------- | ------------ | ------------ | ---------------------- | ------------ | -------------------- | ------------ | ------------ | ------------ |
| Boyaca Chico         | 1 - 1        | Envigado               | 18:00        | 26 apr. 2016 | La Equidad             | 3 - 2        | Once Caldas          | 14:00        | 30 apr. 2016 |              |
| Once Caldas          | 1 - 3        | Cortulua               | 20:00        | 26 apr. 2016 | Envigado               | 2 - 0        | Millonarios          | 17:00        | 30 apr. 2016 |              |
| Rionegro Aguilas     | 0 - 1        | Patriotas              | 18:00        | 27 apr. 2016 | Santa Fe               | 1 - 0        | Rionegro Aguilas     | 20:00        | 30 apr. 2016 |              |
| Alianza Petrolera    | 2 - 2        | Deportivo Pasto        | 18:00        | 27 apr. 2016 | Cortulua               | 2 - 2        | Boyaca Chico         | 9:00         | 1 mag. 2016  |              |
| Millonarios          | 3 - 1        | Junior                 | 20:00        | 27 apr. 2016 | Patriotas              | 2 - 1        | Deportes Tolima      | 13:15        | 1 mag. 2016  |              |
| Jaguares             | 2 - 1        | Santa Fe               | 9:00         | 28 apr. 2016 | Atletico Huila         | 0 - 1        | Atletico Nacional    | 15:15        | 1 mag. 2016  |              |
| Atletico Bucaramanga | 1 - 1        | Deportivo Cali         | 18:00        | 28 apr. 2016 | Junior                 | 1 - 1        | Atletico Bucaramanga | 17:00        | 1 mag. 2016  |              |
| Fortaleza            | 1 - 1        | Atletico Huila         | 18:00        | 28 apr. 2016 | Deportivo Pasto        | 0 - 1        | Jaguares             | 17:30        | 1 mag. 2016  |              |
| Deportes Tolima      | 1 - 2        | Independiente Medellin | 20:00        | 28 apr. 2016 | Deportivo Cali         | 3 - 2        | Alianza Petrolera    | 17:30        | 1 mag. 2016  |              |
| Atletico Nacional    | 3 - 0        | La Equidad             | 19:45        | 25 mag. 2016 | Independiente Medellin | 3 - 0        | Fortaleza            | 19:30        | 1 mag. 2016  |              |

| 17ª giornata         | 17ª giornata | 17ª giornata           | 17ª giornata | 17ª giornata |                        | 18ª giornata | 18ª giornata         | 18ª giornata | 18ª giornata | 18ª giornata |
| Locali               | R            | Ospiti                 | Ora          | Data         | Locali                 | R            | Ospiti               | Ora          | Data         |              |
| -------------------- | ------------ | ---------------------- | ------------ | ------------ | ---------------------- | ------------ | -------------------- | ------------ | ------------ | ------------ |
| Fortaleza            | 3 - 2        | Patriotas              | 14:00        | 7 mag. 2016  | Alianza Petrolera      | 2 - 1        | Rionegro Aguilas     | 18:00        | 13 mag. 2016 |              |
| Jaguares             | 2 - 1        | Alianza Petrolera      | 16:00        | 7 mag. 2016  | Deportivo Pasto        | 1 - 1        | Deportes Tolima      | 20:00        | 13 mag. 2016 |              |
| Atletico Nacional    | 1 - 2        | Independiente Medellin | 17:00        | 7 mag. 2016  | Atletico Huila         | 3 - 1        | Boyaca Chico         | 15:00        | 14 mag. 2016 |              |
| Millonarios          | 1 - 2        | Cortulua               | 18:00        | 7 mag. 2016  | Independiente Medellin | 2 - 1        | Once Caldas          | 17:00        | 14 mag. 2016 |              |
| Junior               | 2 - 0        | Deportivo Cali         | 20:00        | 7 mag. 2016  | Santa Fe               | 4 - 0        | Fortaleza            | 17:00        | 14 mag. 2016 |              |
| Boyaca Chico         | 3 - 4        | La Equidad             | 14:00        | 8 mag. 2016  | Envigado               | 1 - 1        | Junior               | 19:00        | 14 mag. 2016 |              |
| Rionegro Aguilas     | 1 - 1        | Deportivo Pasto        | 16:00        | 8 mag. 2016  | Patriotas              | 2 - 2        | Atletico Nacional    | 15:15        | 15 mag. 2016 |              |
| Deportes Tolima      | 2 - 2        | Santa Fe               | 17:00        | 8 mag. 2016  | La Equidad             | 0 - 3        | Millonarios          | 17:00        | 15 mag. 2016 |              |
| Atletico Bucaramanga | 0 - 1        | Envigado               | 18:00        | 8 mag. 2016  | Deportivo Cali         | 3 - 2        | Jaguares             | 17:30        | 15 mag. 2016 |              |
| Once Caldas          | 3 - 0        | Atletico Huila         | 20:00        | 8 mag. 2016  | Cortulua               | 0 - 0        | Atletico Bucaramanga | 19:00        | 15 mag. 2016 |              |

| 19ª giornata         | 19ª giornata | 19ª giornata           | 19ª giornata | 19ª giornata |                        | 20ª giornata | 20ª giornata         | 20ª giornata | 20ª giornata | 20ª giornata |
| Locali               | R            | Ospiti                 | Ora          | Data         | Locali                 | R            | Ospiti               | Ora          | Data         |              |
| -------------------- | ------------ | ---------------------- | ------------ | ------------ | ---------------------- | ------------ | -------------------- | ------------ | ------------ | ------------ |
| Fortaleza            | 0 - 1        | Deportivo Pasto        | 18:00        | 20 mag. 2016 | Alianza Petrolera      | 2 - 1        | Fortaleza            | 18:00        | 27 mag. 2016 |              |
| Rionegro Aguilas     | 2 - 0        | Jaguares               | 14:00        | 21 mag. 2016 | Cortulua               | 1 - 1        | Envigado             | 20:00        | 27 mag. 2016 |              |
| Deportes Tolima      | 2 - 1        | Alianza Petrolera      | 16:00        | 21 mag. 2016 | La Equidad             | 0 - 0        | Junior               | 18:00        | 28 mag. 2016 |              |
| Envigado             | 0 - 0        | Deportivo Cali         | 17:00        | 21 mag. 2016 | Patriotas              | 1 - 0        | Boyaca Chico         | 18:00        | 28 mag. 2016 |              |
| Junior               | 2 - 1        | Cortulua               | 18:00        | 21 mag. 2016 | Santa Fe               | 2 - 0        | Once Caldas          | 18:00        | 28 mag. 2016 |              |
| Millonarios          | 2 - 1        | Atletico Huila         | 20:00        | 21 mag. 2016 | Deportivo Pasto        | 0 - 2        | Atletico Nacional    | 18:00        | 28 mag. 2016 |              |
| Boyaca Chico         | 1 - 1        | Independiente Medellin | 15:15        | 22 mag. 2016 | Deportivo Cali         | 3 - 1        | Rionegro Aguilas     | 18:00        | 28 mag. 2016 |              |
| Atletico Nacional    | 0 - 1        | Santa Fe               | 17:00        | 22 mag. 2016 | Independiente Medellin | 1 - 0        | Millonarios          | 20:00        | 28 mag. 2016 |              |
| Once Caldas          | 3 - 1        | Patriotas              | 17:30        | 22 mag. 2016 | Atletico Huila         | 0 - 0        | Atletico Bucaramanga | 15:15        | 29 mag. 2016 |              |
| Atletico Bucaramanga | 2 - 1        | La Equidad             | 19:30        | 22 mag. 2016 | Jaguares               | 0 - 0        | Deportes Tolima      | 15:15        | 29 mag. 2016 |              |

### Fase a eliminazione diretta
|  | Quarti | Quarti                 | Quarti          | Quarti          |      |             | Semifinali             | Semifinali | Semifinali | Semifinali |  |  | Finali | Finali                 | Finali | Finali | Finali |
|  |        |                        |                 |                 |      |             |                        |            |            |            |  |  |        |                        |        |        |        |
|  | 1      | Independiente Medellín | 1               | 2               |      |             |                        |            |            |            |  |  |        |                        |        |        |        |
|  | 7      | Deportivo Cali         | 2               | 0               |      |             |                        |            |            |            |  |  |        |                        |        |        |        |
|  | 7      | Deportivo Cali         | 2               | 0               |      | 1           | Independiente Medellín | 2          | 1(8)       |            |  |  |        |                        |        |        |        |
|  |        |                        |                 |                 |      | 1           | Independiente Medellín | 2          | 1(8)       |            |  |  |        |                        |        |        |        |
|  |        | 8                      | Cortuluá        | 1               | 2(7) |             |                        |            |            |            |  |  |        |                        |        |        |        |
|  | 4      | 8                      | Cortuluá        | 1               | 2(7) | Santa Fe    | 1                      | 1          |            |            |  |  |        |                        |        |        |        |
|  | 4      |                        |                 |                 |      | Santa Fe    | 1                      | 1          |            |            |  |  |        |                        |        |        |        |
|  | 8      | Cortuluá               | 2               | 1               |      |             |                        |            |            |            |  |  |        |                        |        |        |        |
|  |        |                        |                 |                 |      |             |                        |            |            |            |  |  | 1      | Independiente Medellín | 1      | 2      |        |
|  |        |                        | 5               | Atlético Junior | 1    | 0           |                        |            |            |            |  |  |        |                        |        |        |        |
|  | 2      | Atlético Nacional      | 1               | 1(5)            |      |             |                        |            |            |            |  |  |        |                        |        |        |        |
|  | 6      | Rionegro Águilas       | 1               | 1(4)            |      |             |                        |            |            |            |  |  |        |                        |        |        |        |
|  | 6      | Rionegro Águilas       | 1               | 1(4)            |      | 2           | Atlético Nacional      | 1          | 0(2)       |            |  |  |        |                        |        |        |        |
|  |        |                        |                 |                 |      | 2           | Atlético Nacional      | 1          | 0(2)       |            |  |  |        |                        |        |        |        |
|  |        | 5                      | Atlético Junior | 1               | 0(4) |             |                        |            |            |            |  |  |        |                        |        |        |        |
|  | 3      | 5                      | Atlético Junior | 1               | 0(4) | Millonarios | 0                      | 4(2)       |            |            |  |  |        |                        |        |        |        |
|  | 3      |                        |                 |                 |      | Millonarios | 0                      | 4(2)       |            |            |  |  |        |                        |        |        |        |
|  | 5      | Atlético Junior        | 2               | 2(4)            |      |             |                        |            |            |            |  |  |        |                        |        |        |        |

#### Quarti di finale
| Squadra 1        | Totale            | Squadra 2              | Andata | Ritorno |
| ---------------- | ----------------- | ---------------------- | ------ | ------- |
| Deportivo Cali   | 2 - 3             | Independiente Medellín | 2 - 1  | 0 - 2   |
| Rionegro Águilas | 2 - 2 (4 - 5 dcr) | Atlético Nacional      | 1 - 1  | 1 - 1   |
| Atlético Junior  | 4 - 4 (4 - 2 dcr) | Millonarios            | 2 - 0  | 2 - 4   |
| Cortuluá         | 3 - 2             | Santa Fe               | 2 - 1  | 1 - 1   |

#### Semifinali
| Squadra 1       | Totale | Squadra 2              | Andata | Ritorno |
| --------------- | ------ | ---------------------- | ------ | ------- |
| Cortuluá        |        | Independiente Medellín |        |         |
| Atlético Junior |        | Atlético Nacional      |        |         |

#### Finale
| Arbitro: | Nicolás Gallo |

|             |           |             |
| Aguirre 20’ | Marcatori | 26’ Cabezas |

| Arbitro: | Harold Perilla |

|                    |           |  |
| Marrugo 35’, 90+3’ | Marcatori |  |

| Campione del Torneo di Apertura Liga Águila 2016 |
| ------------------------------------------------ |
| Independiente Medellín 6º titolo                 |

### Classifica marcatori
| Posiz. | Nome               | Squadra                | Gol |
| ------ | ------------------ | ---------------------- | --- |
| 1      | Miguel Borja       | Cortuluá               | 19  |
| 2      | Vladimir Hernández | Atlético Junior        | 13  |
| 3      | Luis Páez          | Rionegro Águilas       | 12  |
| 3      | Sergio Romero      | Alianza Petrolera      | 12  |
| 4      | Leonardo Castro    | Independiente Medellín | 10  |

Source: DIMAYOR